# Girolamo De Bardi
Pour les articles homonymes, voir Bardi (homonymie).
Girolamo De Bardi, né le 31 janvier 1685 à Florence, alors capitale du grand-duché de Toscane et mort le 11 mars 1761 à Rome, est un cardinal italien du XVIIIe siècle.

## Biographie
Girolamo De Bardi exerce diverses fonctions au sein de la Curie romaine, notamment secrétaire de la Congrégation du Concile. Il est renommé pour sa piété et sa charité et est le fondateur d'un hôpital pour les pauvres.
Le pape Benoît XIV le crée cardinal-diacre lors du consistoire du 9 septembre 1743. Il est camerlingue du Sacré Collège en 1756. 
Girolamo De Bardi participe au conclave de 1758, lors duquel Clément XIII est élu pape.

### Sources
- Fiche du cardinal Girolamo De Bardi sur le site fiu.edu